# Antônio de Pádua Sales
Antônio de Pádua Sales (Campinas, 2 de novembro de 1860 — São Paulo, 29 de março de1957) foi um advogado e político brasileiro.

## Biografia
Natural de Campinas filho de Estanislau de Campos Sales e de Maria Perpétua de Oliveira. Bacharel pela Faculdade de Direito de São Paulo  em 1884, retornou à cidade natal para iniciar a carreira de advogado onde foi o primeiro juiz de paz da paróquia de Santa Cruz, além de importante lavrador de café. 
Já após a proclamação da República, foi eleito deputado federal por São Paulo para a legislatura 1894-1896, atuou como deputado estadual em duas legislaturas pelo PRP de 1898 a 1903, tendo presidido a Câmara Estadual no período de 1902 a 1903. Foi ainda secretário da Agricultura no governo estadual de Manuel Joaquim Albuquerque Lins (1908-1912) em São Paulo, ministro da Agricultura no governo Delfim Moreira, de 12 de dezembro de 1918 a 28 de julho de 1919. Compôs o poder civil da Revolução Constitucionalista de 1932, sob a chefia de Pedro de Toledo, e ao lado de Francisco Morato e dos generais Bertoldo Klinger e Isidoro Dias Lopes, formou a junta revolucionária que assumiu o comando do estado de São Paulo. Foi ainda presidente do Banco do Comércio e Indústria de São Paulo e da Companhia Paulista de Estradas de Ferro, cargo que ocupou por doze anos. Faleceu em 29 de março de 1957.